# Trois-Rivières-Ouest
Trois-Rivières-Ouest est un des six secteurs de la ville de Trois-Rivières. Avant le 1er janvier 2002, elle était une ville québécoise de 23 287 habitants. Lors des réorganisations municipales québécoises de 2002, elle est fusionnée avec les municipalités de Sainte-Marthe-du-Cap, Cap-de-la-Madeleine, Saint-Louis-de-France, Trois-Rivières et Pointe-du-Lac, pour former l'actuelle ville de Trois-Rivières.

## Historique
Le 1er juillet 1846, la Banlieue de Trois-Rivières est érigée en municipalité, de la division de la Municipalité de Trois-Rivières en deux entités, la Ville et la Banlieue. Le 1er septembre 1847, la municipalité de la Banlieue de Trois-Rivières et d'autres municipalités sont fusionnées pour l'érection de la Municipalité du Comté de Saint-Maurice. Moins de huit ans plus tard, le 1er juillet 1855, cette Municipalité du Comté de Saint-Maurice est divisée est plusieurs municipalités, dont la Municipalité de la Paroisse de Trois-Rivières. Elle était appelée couramment « la paroisse » (par opposition à « la ville »). Le 10 août 1963, le statut de la municipalité de la paroisse de Trois-Rivières ainsi que son toponyme sont modifiés pour devenir la Ville de Trois-Rivières-Ouest. Ce toponyme, Trois-Rivières-Ouest, a été préféré à des suggestions de type anthroponymique comme Radisson, Chavigny ou Godefroy. Le 15 mars 1969, son statut ainsi que son toponyme sont confirmés. Le 1er janvier 2002, la Ville de Trois-Rivières-Ouest est fusionnée avec d'autres municipalités pour former la ville actuelle de Trois-Rivières.

## Patrimoine
En 2003, Patri-Arch, une firme de consultants en patrimoine et architecture, a réalisé par la ville de Trois-Rivières, l'Inventaire du patrimoine architectural du Chemin du Roy, comprenant la portion du chemin qui parcourt le secteur de Trois-Rivières-Ouest.
En 2010, Patri-Arch a aussi réalisé pour la Ville de Trois-Rivières, l'Inventaire du patrimoine bâti de la ville de Trois-Rivières, comprenant le secteur de Trois-Rivières-Ouest. Cette étude a été réalisée dans le cadre de l’Initiative de partenariat sur le patrimoine immobilier intervenue entre le ministère de la Culture, des Communications et de la Condition féminine du Québec et la Ville de Trois-Rivières. Pour le secteur de Trois-Rivières-Ouest, l'inventaire de 2010 décrit les neuf éléments patrimoniaux suivants :
| Éléments patrimoniaux |
| --- |
| La maison située au 7910, rue des Bostonnais (ancien chemin Sainte-Marguerite), construite vers 1910. |
| La maison située au 4550-4554, rue Notre-Dame Ouest (ancien chemin du Roi), construite vers 1911. |
| La maison située au 4621, rue Notre-Dame Ouest, construite vers 1925. |
| La maison située au 5217, rue Notre-Dame Ouest, construite vers 1925. |
| La maison située au 5461, rue Notre-Dame Ouest, construite vers 1925. |
| La maison située au 5776, rue Notre-Dame Ouest, construite vers 1875. |
| Le calvaire de Trois-Rivières-Ouest est situé au 7878 (ou 7882), rue Notre-Dame Ouest (entre les rues Demontigny et Jacques-Ferron) dans le secteur de Trois-Rivières-Ouest. Ce calvaire construit en 1820 est une œuvre attribuée à Thomas Baillairgé ou Louis-Thomas Berlinguet, architectes et sculpteurs, il a été classé monument historique en 1983. |
| L'église et monastère de Sainte-Catherine-de-Sienne sont situés au 355, côte Richelieu. Cet ensemble a été construit en 1963, selon les plans de l'architecte Yves Bélanger. Il remplace une première chapelle construite en 1943, d'après les plans de l’architecte Donat-Arthur Gascon, à côté de laquelle se trouvait un couvent à toit mansardé.       |
| Le Théâtre des Marguerites était situé au 8075, chemin Sainte-Marguerite. L'édifice est une ancienne grange-écurie construite au début du XXe siècle et transformé en théâtre en 1967 par les comédiens Georges Carrère (1930-1995) et Mariette Duval (1927-2004). Il s’agit de l’un des premiers théâtres d’été au Québec.                                |

## Bibliothèque
La Bibliothèque Aline-Piché est située au 5575, boulevard Jean-XXIII (entre la rue de Carillon et la côte Richelieu) dans le secteur de Trois-Rivières-Ouest. Elle est l'une des cinq bibliothèques de la ville de Trois-Rivières, avec la Bibliothèque de La Franciade, secteur Saint-Louis-de-France, la Bibliothèque Gatien-Lapointe, centre-ville, Bibliothèque Maurice-Loranger, secteur Cap-de-la-Madeleine, et Bibliothèque Simone-L.-Roy, secteur Pointe-du-Lac. 

## Vie récréative et communautaire
L'Aréna Jérôme-Cotnoir est situé au 5225, rue de Courcelette. Il est l'un des cinq arénas/centres sportifs de la ville de Trois-Rivières, avec l'Aréna Claude-Mongrain, le Colisée de Trois-Rivières, l'Aréna Jean-Guy-Talbot et le Centre sportif Alphonse-Desjardins.
Le secteur de Trois-Rivières compte trois centres communautaires : le Pavillon Communautaire, situé au 350, côte Richelieu, le Pavillon Maurice-Pitre, situé au 6455, rue Notre-Dame Ouest, et le Pavillon La Tanière, situé au 6470, rue Quirion.
Il compte aussi 27 parcs municipaux, équipés de modules de jeux, piscines, jeux de pétanque, et
terrains de volleyball, soccer, tennis, basketball et/ou baseball et six parcs-écoles.

## Eau
Ce secteur de la ville de Trois-Rivières est desservi en eau potable par des puits artésiens. Ce réseau d'aqueduc est appuyé par l’eau produite à l’usine de filtration du boulevard des Forges.

## Médiagraphie
- Patri-Arch. Inventaire du patrimoine architectural du Chemin du Roy. Trois-Rivières, Ville de Trois-Rivières et Société de conservation et d’animation du patrimoine de Trois-Rivières, 2003.
- Patri-Arch. Inventaire du patrimoine bâti de la ville de Trois-Rivières. Trois-Rivières, Ville de Trois-Rivières, décembre 2010, en ligne